# Frank A. Meyer
Frank A. Meyer (* 6. Januar 1944 in Biel; heimatberechtigt in Niederdorf) ist ein Schweizer Journalist.

## Leben
Aufgewachsen in Biel als Sohn eines Uhrmachers, machte Meyer eine Lehre als Schriftsetzer. Von 1968 bis 1980 war er als Partner von Mario Cortesi an dessen Bieler Medienunternehmen beteiligt und «als alternativer ‹Freier Bürger› in der Lokalpolitik engagiert». Von 1976 bis 1980 war er Mitglied des Bieler Stadtrates (conseil de ville).
1972 begann er seine journalistische Tätigkeit für das Medienhaus Ringier, zunächst als Bundeshauskorrespondent für die Schweizer Illustrierte. 1978 war er Mitbegründer der zweisprachigen Wochenzeitung Biel Bienne. 1981 wurde er Mitglied der Chefredaktion, später Chefredaktor der Berner Redaktion der neu gegründeten Woche – ihre Auflage brach innert eines Jahres von 44'000 auf 14'000 Exemplare ein, und sie wurde 1982 eingestellt – und startete seine Tätigkeit als Kolumnist des SonntagsBlicks. Später wurde er publizistischer Berater von Verleger Michael Ringier.
Von 1985 bis 2000 war er Mitglied der Konzernleitung der Ringier AG und seit 1989 Lehrbeauftragter für Medienwirtschaft an der Universität St. Gallen (HSG). Meyer war zudem Präsentator der Sendung Vis-à-vis bei 3sat (bis Ende 2016) und schrieb bzw. schreibt für zahlreiche Zeitungen und Zeitschriften, unter anderem für die Zürcher Woche, die Basler Zeitung und das Magazin Cicero. Er gilt als Inspirator des linksliberalen Kurses des Blicks und ist «Chefkolumnist» von SonntagsBlick und (früher) Schweizer Illustrierte.
Frank A. Meyer lebt zusammen mit seiner Frau, der deutschen Kulturjournalistin Lilith Frey, seit 2006 in Berlin. Er bezeichnet sich selber als politisch links.
Bei den Bundesratswahlen 1999 (anlässlich der Wiederwahl Pascal Couchepins) erhielt Meyer 19 von 245 Stimmen. 2014 wurde er für sein Lebenswerk mit dem Zürcher Journalistenpreis ausgezeichnet. Am 17. September 2018 erhielt er das Bundesverdienstkreuz am Bande des Verdienstordens der Bundesrepublik Deutschland.

## Veröffentlichungen
- Notizen aus China. Ein Schweizer Lesebuch über die Volksrepublik China seit der Kulturrevolution (mit Mario Cortesi). Gloor, Zürich 1972
- «Vis-à-vis». Gespräche mit Zeitgenossen. Vorwort von Nicolas Hayek. Ammann, Zürich 1987, ISBN 3-250-10033-1
- Der lange Abschied vom Bürgertum. Joachim Fest und Wolf Jobst Siedler im Gespräch mit Frank A. Meyer. wjs, Berlin 2005, ISBN 3-937989-10-2